# 신축진연도병
신축진연도병(辛丑進宴圖屛)은 1901년 7월 고종황제의 오순을 기념하여 거행된 진연을 그린 8폭의 병풍이다. 2010년 6월 17일 서울특별시의 유형문화재 제306호로 지정되었다.

## 개요
제1․2폭에는 7월 26일의 함녕전외진연(咸寧殿外進宴), 제3․4폭에는 27일의 함녕전내진연(咸寧殿內進宴), 제5․6폭에는 같은 날 밤의 함녕전야진연(咸寧殿夜進宴), 제7폭에는 29일의 함녕전익일회작(咸寧殿翌日會酌) 등 네 장면이 그려져 있다.
마지막 폭에는 행사를 준비하고 진행한 진연청 당상과 낭청의 좌목이 쓰여 있어서 이 병풍이 진연청(進宴廳)에서 만든 계병임을 알려준다. 진연청 당상에는 원수부(元帥府) 군무국총장(軍務局總長) 임 시서리(臨時署理) 민영휘(閔泳徽, 1852~1935), 의정부(議政府) 찬정(贊政) 겸 규장각(奎章閣) 학사 (學士) 김성근(金聲根, 1835~1919), 의정부 찬정 이지용(李址鎔, 1870~?), 낭청에는 탁지부(度支部) 주사(主事) 이규백(李圭白, 1863~?), 영친왕부(英親王府) 전위(典衛) 안필용(安必瑢), 내부(內部) 주사(主事) 서병염(徐丙炎, 1852~?), 통신원(通信院) 주사(主事) 이범신(李範信), 태복사(太僕司) 주사 (主事) 서상경(徐相璟), 탁지부 주사 윤태길(尹泰吉), 교방사(敎坊司) 주사 임건상(林健相), 의정부 주 사 윤형구(尹逈求) 등 11명이다. 마지막에는 “광무오년신축칠월일(光武五年辛丑七月日)”이라고 진연의 일시가 명시되어 있어 1901년에 제작되었음을 알 수 있다.
1848년 <무신진찬도병(戊申進饌圖屛)>부터 진찬․진연도병의 첫 번째 장면에는 진하도가 그려지는 것이 일반적인데 반해 이 작품에서는 진하 장면이 생략되고 연향 장면으로만 꾸며져 있어 이례적이다.
또한 1901년 7월의 진연에 대해서는 《신축진연의궤(辛丑進宴儀軌)》가 남아 있어서 자세한 내용 고증이 가능하다.
첫 번째 장면인 함녕전외진연도(咸寧殿外進宴圖)는 대한제국기에 처음 거행된 외연의 모습을 보여 주며 고종이 주인공인 외연으로서 행사장 설비가 나머지 장면과 달리 개방적이다. 황색으로 치장된 휘장과 상탁보, 외보계(外補階) 위에 세워진 태극기와 신식 군복을 입은 군졸에서 대한제국기의 변화를 느낄 수 있다. 두 번째 장면인 함녕전내진연도(咸寧殿內進宴圖)에는 황후(명성황후)가 공석이었으므로 주인공은 고종황제뿐이었다. 세 번째 장면인 함녕전야진연도(咸寧殿夜進宴圖)에서는 유리등(琉璃燈)과 촛대, 사롱등(紗籠燈)이 걸린 모습에서 시각이 밤임을 알 수 있다. 네 번째 장면인 함녕전익일회작도(咸寧殿翌日會酌圖)는 황태자가 주인공이 되어 행사 준비와 진행을 맡았던 내명부와 진연청 당상들을 위로하는 연향을 그린 것이다. 황태자가 연향의 주체였으므로 실내의 상탁보는 붉은 색으로 바뀌었다.
<신축진연도병>의 치밀하고 아름다운 세부묘사는 화려한 궁중연향의 분위기와 고급스런 치장을 잘 전달하고 있다. 화면 구성, 매우 가늘고 성긴 비단 바탕의 종류, 배채법에 의한 설채 방식, 금채(金彩)의 사용, 명암법의 구사 등 19세기 이래의 전형적인 궁중연향도병의 형식과 기법, 양식을 보여준다. 뚜렷하고 곧은 윤곽과 배채법에 의한 채색은 선명하면서도 깊은 맛을 주고 있으며, 장황도 개장되지 않 은 원래의 형태를 간직하고 있다. 이러한 작품의 우수성과 함께 현재까지 알려진 1901년 7월의 진연을 그린 병풍으로는 유일한 예라는 점에서도 매우 중요하기에 서울특별시 유형문화재로 지정되었다.

## 참고 자료
- 신축진연도병 - 국가유산청 국가유산포털